# 台湾狗牙花
台湾狗牙花（学名：Ervatamia pandacaqui），为夹竹桃科狗牙花属下的一个植物种。